# 玉环家具城
28°12′50″N 121°16′36″E / 28.21378°N 121.27661°E
玉环家具城，又称玉环现代家具城、楚门家具城，是位于中华人民共和国浙江省玉环市楚门镇的一个家具城。

## 沿革
2000年，玉环投入1800万元修建完成玉环现代家具城，并展开首届国际家具展。2003年，玉环举办第三届玉环国际家具博览会。2006年9月17日，第五届玉环国际家具博览会在浙江玉环商贸中心和玉环现代家具城举行。

## 图库

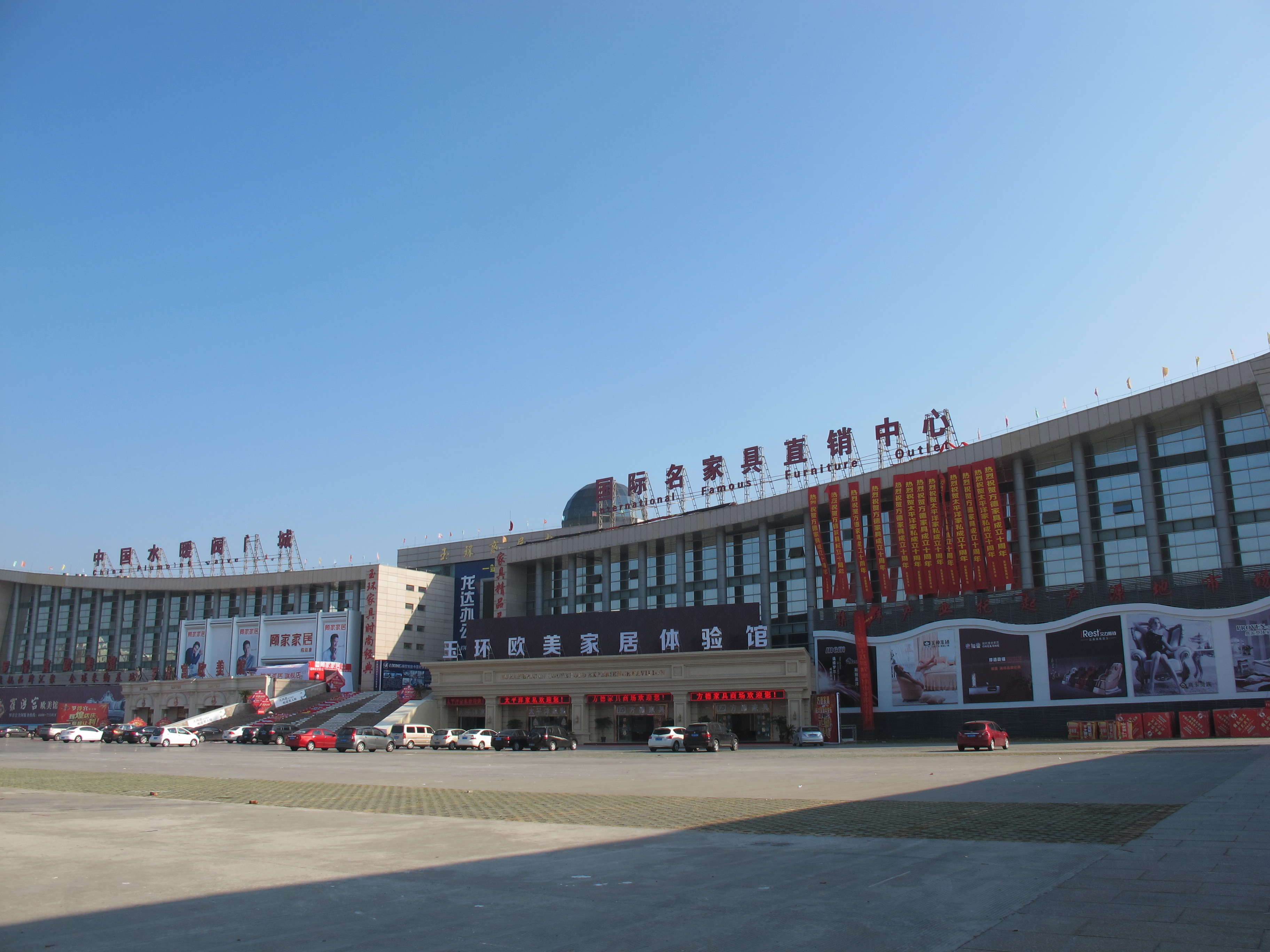
楚门家具城
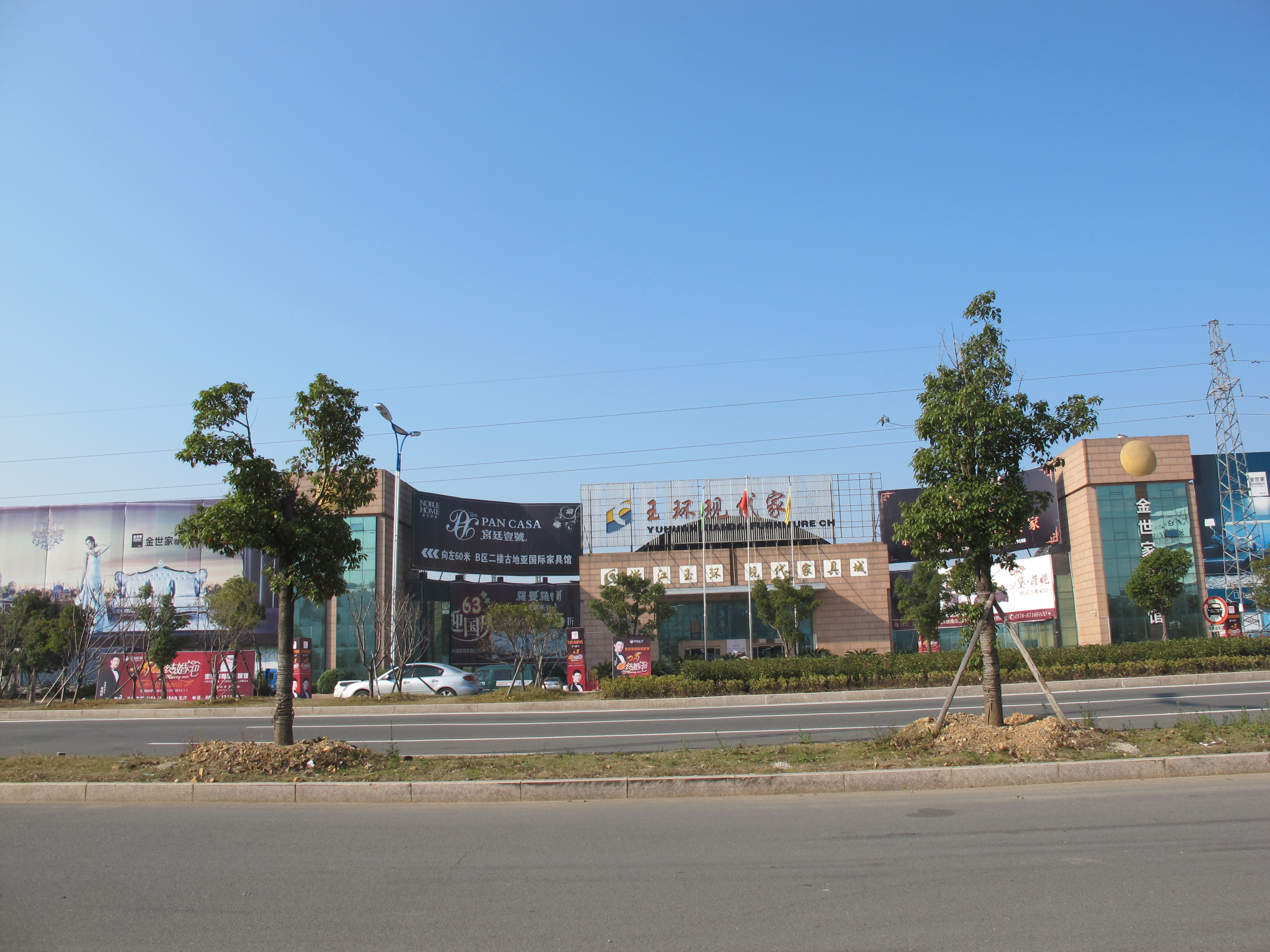
楚门家具城